# Echiniscus rackae
Echiniscus rackae är en djurart som tillhör fylumet trögkrypare, och som beskrevs av Hieronymus Dastych 1986. Echiniscus rackae ingår i släktet Echiniscus och familjen Echiniscidae. Inga underarter finns listade i Catalogue of Life.